# Acesta citrina
Acesta citrina is een tweekleppigensoort uit de familie van de Limidae. De wetenschappelijke naam van de soort is voor het eerst geldig gepubliceerd in 1976 door Masahito & Habe.